# Ройченко Олександр Олександрович
Олександр Олександрович Ройченко (9 жовтня 1911, Хотінь, нині Сумська область — 5 жовтня 1943, Носівка Чернігівської області) — командир мінометної роти 1033-го стрілецького полку 280-ї стрілецької дивізії 60-ї армії Центрального фронту, старший лейтенант. Герой Радянського Союзу.

## Життєпис
Народився 9 жовтня 1911 року в селі Хотінь, нині селище міського типу Сумського району Сумської області, в сім'ї селянина. Брат чекіста, генерал-майора КДБ Альберта Діченка (1929—2017). Українець. Закінчив 7 класів і школу ФЗУ. Працював токарем на Сумському машинобудівному заводі імені М. В. Фрунзе.
У Внутрішніх військах ОГПУ СРСР з жовтня 1933 року. Служив в 114-му окремому дивізіоні, в 37-м і в 56-му полках НКВС. У 1937 році закінчив військове училище прикордонної та внутрішньої служби імені К. Є. Ворошилова. Служив помічником начальника, з вересня 1938 року — начальником прикордонної застави на Далекому Сході. У 1942 році служив в 50-му резервному полку військ НКВС.
Учасник німецько-радянської війни з 1942 року. Воював на Брянському і Центральному фронтах. Командир мінометної роти 1033-го стрілецького полку, кандидат в члени ВКП(б) старший лейтенант Олександр Ройченко в складі штурмової групи 26 вересня 1943 року подолав Дніпро в районі села Страхолісся Чорнобильського району Київської області України. Мінометники сприяли стрілецьким підрозділам у захопленні плацдарму. 29 вересня брав участь у відбитті двох контратак противника і в атаці з розширення плацдарму. Старший лейтенант А. А. Ройченко був поранений в бою і доставлений до шпиталю в місті Носівка, де й помер 5 жовтня 1943. Похований там же в братській могилі на кладовищі по вулиці Княгині Ольги (колишній вулиці Гагаріна).

## Відзнаки
Указом Президії Верховної Ради СРСР від 17 жовтня 1943 року за зразкове виконання бойових завдань командування на фронті боротьби з німецько-фашистськими загарбниками і проявлені при цьому мужність і героїзм, старшому лейтенанту Ройченку Олександру Олександровичу присвоєно звання Героя Радянського Союзу . Нагороджений орденом Леніна.

## Пам'ять
В ПТУ № 2 в місті Суми, в селищі Хотінь встановлені бюсти Героя. На будівлях шкіл в селищі Хотінь і на будівлі цеху № 4 Сумського машинобудівного виробничого об'єднання імені М. В. Фрунзе встановлені меморіальні дошки. Його ім'ям названа вулиця в Носівці, а також носила ім'я піонерська дружина школи в рідному селі. В музеї бойової та трудової слави Сумського машинобудівного виробничого об'єднання імені М. В. Фрунзе, Сумському та Конотопському краєзнавчих музеях, в куточку бойової слави Хотеньской середньої школи зібрані матеріали, що розповідають про ратний шлях і подвиг офіцера. У місті Суми, на початку вулиці імені Героїв Сталінграда, створена алея Слави, де представлені портрети 39 Героїв Радянського Союзу, чия доля пов'язана з містом Суми та Сумським районом, серед яких і портрет Героя Радянського Союзу О. О. Ройченка. Його ім'я вибито на пам'ятному знаку «Прикордонникам усіх часів» в місті Суми.
Іменем Ройченка названо вулицю в Носівці.